# Edmond Fierlants
Edmond Joseph Marie Fierlants (20 de julio de 1819 - 21 de diciembre de 1869) fue un fotógrafo pionero belga conocido por sus fotografías de arquitectura belga y sus reproducciones de obras de arte.
Estuvo casado con Isabelle Nieuwenhuys que había nacido en Londres en 1831, con la que tuvo dos hijos, Hélène y Albert Jean. Vivía por temporadas entre París y Bruselas. Estudió fotografía con Hippolythe Bayard y fue miembro fundador en la Société Héliographique y de la Société française de photographie. En 1855 fue co-inventor del proceso conocido como Taupenot.
En 1858 regresó a Bruselas y recibió el encargo de fotografiar parte del patrimonio del estado belga, creado en 1930; entre sus encargos figuraba la reproducción de pinturas de los maestros flamencos primitivos de San Juan de Brujas con las que obtuvo una excelente calidad que le hizo muy conocido. También hizo una serie de fotografías de la arquitectura de las ciudades de Amberes, Lovaina, Brujas y Bruselas.
En 1862 fundó la Société Belge de Photographie y en 1867 se divorció y abrió un estudio fotográfico por lo que se dedicó a hacer fotografías de retratos pero no alcanzó gran éxito y murió arruinado.